# Окахандья
Окахандья, ранее Окаханджа (англ. , африк. и нем. Okahandja) — главный город одноимённого округа, располагающегося в южной части региона Очозондьюпа в Центральной Намибии. Через город проходит железнодорожная линия, а также две автострады — B1 и B2. По данным переписи 2012 года население города составляет 27 335 человек.
В городе протекают две реки — Окаканго и Окамита.

## История
В XVIII веке нынешний город был поселением мигрантов племени гереро из Бечуаналенда (сегодня Ботсвана) с их вождём. Затем большинство из них направилось в Виндхук, соседний Гросс-Бармен и Очимбингве. Позже небольшая часть племени вернулось в Окахандью. Появился верховный вождь и «Хранитель огня предков» (нем. Hüter des Ahnenfeuers). Здесь родились вожди племени, вошедшие в историю колониальной Германской Юго-Западной Африки — Магареро (1820) и Самуэль Магареро (1856).
В Окахандье не раз проходили кровавые события. 23 августа 1850 года Йонкер Африканер со своим племенем напал на поселение, после чего власть перешла к нему. Это происшествие было запечатлено как «резня в Окахандье» (нем. Blutbad von Okahandja).

## Климат
| Показатель                    | Янв. | Фев.  | Март | Апр. | Май  | Июнь | Июль | Авг. | Сен. | Окт. | Нояб. | Дек. | Год   |
| ----------------------------- | ---- | ----- | ---- | ---- | ---- | ---- | ---- | ---- | ---- | ---- | ----- | ---- | ----- |
| Средний суточный максимум, °C | 33,0 | 31,3  | 30,2 | 28,5 | 25,7 | 23,1 | 23,5 | 26,6 | 30,4 | 32,4 | 32,6  | 33,7 | 29,2  |
| Средняя температура, °C       | 24,7 | 23,8  | 22,9 | 20,3 | 16,7 | 13,6 | 13,7 | 16,3 | 20,1 | 22,3 | 23,5  | 24,7 | 20,2  |
| Средний суточный минимум, °C  | 16,5 | 16,3  | 15,6 | 12,1 | 7,6  | 4,1  | 4,0  | 6,0  | 9,7  | 12,2 | 14,5  | 15,6 | 11,2  |
| Норма осадков, мм             | 78,1 | 100,3 | 87,3 | 30,0 | 4,0  | 0,9  | 0,2  | 0,9  | 2,9  | 11,5 | 30,2  | 33,2 | 379,5 |
| Источник: ,                   |      |       |      |      |      |      |      |      |      |      |       |      |       |